# Kannauj (Distrikt)
Der Distrikt Kannauj (Hindi कन्नौज जिला, Urdu قنوج ضلع) ist ein Distrikt im Norden des indischen Bundesstaats Uttar Pradesh. Verwaltungszentrum ist die ca. 100.000 Einwohner zählende Großstadt Kannauj.

## Geografie
Der Distrikt Kannauj liegt in der Gangesebene. Die durchschnittliche Höhe beträgt zwischen 100 und 150 m. Die durchschnittliche jährliche Niederschlagsmenge liegt bei ca. 870 mm, von der jedoch etwa 90 % während der sommerlichen Monsunzeit fallen. Im Nordosten grenzt der Distrikt an den Ganges.
Nachbardistrikte sind Auraiya und Etawah im Südwesten, Mainpuri im Westen, Farrukhabad im Norden, Hardoi im Nordosten sowie Kanpur Nagar und Kanpur Dehat im Südosten.

## Verwaltungsgliederung
Der Distrikt Kannauj ist in drei Verwaltungsbezirke (tehsils oder subdivisions) unterteilt: Chhibramau, Kannauj und Tirwa. Er besteht aus der Großstadt Kannauj (ca. 100.000) den beiden Mittelstädten Chhibramau (ca. 70.000) und Gursahaiganj (ca. 55.000), mehreren Kleinstädten und ca. 650 kleineren und größeren Dörfern.

## Bevölkerung
Offizielle Bevölkerungsstatistiken werden erst seit 1991 geführt und veröffentlicht.
| Jahr      | 1991      | 2001      | 2011      |
| Einwohner | 1.158.000 | 1.388.923 | 1.656.616 |

Hindus dominieren in den Dörfern auf dem Lande (etwa 83 %); in den Städten lebt eine deutlich höhere Zahl von Moslems (etwa 35 %). In der Dekade zwischen 2001 und 2011 wuchs die Bevölkerung um ca. 22 % auf etwa 1,66 Millionen an, wobei der männliche Bevölkerungsanteil den der weiblichen um etwa 15 % übersteigt. Ca. 83 % der Bevölkerung lebt in den Dörfern auf dem Lande; durchschnittlich ca. 30 % der Menschen (in den ländlichen Regionen auch mehr) gelten als Analphabeten. Man spricht überwiegend Hindi.

## Wirtschaft
Der größte Teil der Fläche des Distrikts Kannauj ist immer noch in hohem Maße landwirtschaftlich geprägt; in der Umgebung der Stadt Kannauj haben sich auch Manufakturen (Herstellung von Parfüm und Beedis) sowie kleinere Industriebetriebe angesiedelt. Auf dem Gebiets des Distrikts Kannauj gibt es acht Bahnhöfe an der Strecke Farrukhabad – Kanpur, wovon der in Kannauj der mit Abstand meistgenutzte ist.

## Geschichte
Die fruchtbare Gegend um Kannauj (alter Name Kanyakubja) war eine wirtschaftlich und politisch bedeutende Region im Kosala-Reich, das jedoch schon bald vom Magadha-Reich abgelöst wurde, aus welchem sich im 3. Jahrhundert v. Chr. das Maurya-Reich entwickelte. Im 4./5. Jahrhundert n. Chr. kam die Region zum Gupta-Reich, welches im frühen 7. Jahrhundert von dessen General Harsha usurpiert wurde; dieser erkor Kannauj zur Hauptstadt seines riesigen Herrschaftsgebietes. Später wurde die Region von den Königen der Pratihara- und der Chandella-Dynastie übernommen. Im Jahr 1019 eroberte und verwüstete Mahmud von Ghazni weite Teile Nordindiens; ab dem Jahr 1206 übernahm das Sultanat von Delhi die Oberhoheit und ab 1526 stand das Gebiet unter der Kontrolle des Mogul-Reiches. Während dessen Niedergang nach dem Tod Aurangzebs (1707) sank Kannauj auf den Status einer Provinzstadt ab, die im Jahr 1856 unter britische Oberherrschaft kam. Nach der Unabhängigkeit Indiens (1947) entstand der Bundesstaat Uttar Pradesh. Am 18. September 1997 wurde der Distrikt Kannauj durch Abtrennung vom benachbarten Distrikt Farrukhabad neu geschaffen.

## Sehenswürdigkeiten
Trotz oder gerade wegen der langen und wechselhaften Geschichte der Stadt Kannauj und ihres Umlandes haben sich keine Bauwerke aus antiker oder mittelalterlicher Zeit erhalten; archäologisch bedeutsame Funde sind im Archaeological Museum der Stadt ausgestellt.